# Bāmasī
Bāmasī (persiska: بامسی) är en ort i Iran.   Den ligger i provinsen Mazandaran, i den norra delen av landet, 150 km nordväst om huvudstaden Teheran. Bāmasī ligger 289 meter över havet och antalet invånare är 105.
Terrängen runt Bāmasī är kuperad åt nordost, men åt sydväst är den bergig.Runt Bāmasī är det ganska tätbefolkat, med 116 invånare per kvadratkilometer. Närmaste större samhälle är Ramsar, 5,6 km öster om Bāmasī. I omgivningarna runt Bāmasī växer i huvudsak blandskog.